# All Out (2020)
All Out (2020) – gala wrestlingu wyprodukowana przez federację i dla zawodników All Elite Wrestling (AEW). Odbyła się 5 września 2020 w Daily’s Place w Jacksonville w stanie Floryda. Emisja była przeprowadzana na żywo przez serwis strumieniowy B/R Live w Ameryce Północnej i za pośrednictwem FITE TV na całym świecie oraz w systemie pay-per-view. Była to druga gala w chronologii cyklu All Out.
Na gali odbyło się jedenaście walk, w tym dwie podczas pre-show Buy In. W walce wieczoru, Jon Moxley pokonał MJF-a broniąc AEW World Championship. W przedostatniej walce, Orange Cassidy pokonał Chrisa Jericho w Mimosa Mayhem matchu. W innych ważnych walkach, FTR (Cash Wheeler i Dax Harwood) pokonali Kenny’ego Omegę i Adama Page’a zdobywając AEW World Tag Team Championship, Hikaru Shida pokonała Thunder Rosę broniąc AEW Women’s World Championship, oraz Matt Hardy pokonał Sammy’ego Guevarę w Broken Rules matchu.

## Produkcja
All Out oferowało walki profesjonalnego wrestlingu z udziałem wrestlerów należących do federacji All Elite Wrestling. Oskryptowane rywalizacje (storyline’y) kreowane są podczas cotygodniowych gal Dynamite i Dark oraz podczas odcinków serii Being The Elite. Wrestlerzy są przedstawieni jako heele (negatywni, źli zawodnicy i najczęściej wrogowie publiki) i face’owie (pozytywni, dobrzy i najczęściej ulubieńcy publiki), którzy rywalizują pomiędzy sobą w seriach walk mających budować napięcie. Kulminacją rywalizacji jest walka wrestlerska lub ich seria.

### Wpływ COVID-19
All Out pierwotnie miał odbyć się w Sears Center Arena (przemianowanej 1 września na Now Arena) na przedmieściach Chicago, Hoffman Estates w stanie Illinois, 5 września 2020 roku. W związku z trwającą pandemią COVID-19 stan Illinois zakazał zgromadzeń do 50 osób w dniu 17 marca, po ogłoszeniu 9 marca stanu wyjątkowego. W raporcie z Wrestling Observer wskazano, że gubernator stanu Illinois J.B. Pritzker ogłosił, że większe imprezy i konwencje nie będą dozwolone, dopóki nie pojawi się szczepionka przeciw COVID-19. Ze względu na okoliczności, AEW zaprezentowało większość swoich programów i programów pay-per-view w Daily’s Place w Jacksonville na Florydzie bez udziału fanów od odcinka Dynamite z 18 marca; AEW zamiast tego wykorzystywał niekonkurujących zapaśników i innych pracowników, aby służyć jako publiczność na żywo. 21 sierpnia firma AEW rozpoczęła sprzedaż ograniczonej liczby biletów na wydarzenia (10–15% pojemności miejsca), umożliwiając widzom ponowne uczestnictwo w pokazach, choć z grupami rozdzielonymi we własne kapsuły na górnym balkonie i wymagane zakrycie twarzy. 29 sierpnia AEW ogłosiło, że bilety na All Out będą dostępne, tym samym zaznaczając All Out jako pierwsze PPV AEW, który miał fanów na żywo, choć tylko na 15% pojemności miejsca.

### Rywalizacje
29 lipca na odcinku Dynamite, pierwszy w rankingu MJF, który nigdy nie został przypięty ani poddany, rozpoczął kampanię prezydencką w stylu wyborów prezydenckich, aby zostać kolejnym AEW World Championem i wygłosił przemówienie "Stan przemysłu". Powiedział, że nadszedł czas na nową gwardię i że stara gwardia, odnosząc się do mistrza Jona Moxleya, jako lidera nie dawała przykładu i że to on będzie kierował AEW przez następne 25 lat. MJF zakończył przemówienie, rzucając wyzwanie Moxleyowi, który również nigdy nie był przypięty ani poddany, o AEW World Championship na All Out. Kilka dni później ogłoszono, że MJF zmierzy się ze zwycięzcą walki o tytuł pomiędzy Moxleyem a piątym w rankingu, Darbym Allinem, o tytuł na All Out. 5 sierpnia na odcinku Dynamite, mimo że MJF zaatakował go pasem mistrzowskim podczas walki, Moxley pokonał Allina, aby zachować mistrzostwo, utrzymując Moxleya jako obrońcę tytułu przeciwko MJF-owi na All Out. 27 sierpnia, doszło do podpisania kontraktu na walkę i dodano zastrzeżenie, w którym Moxley nie może użyć Paradigm Shift. Kolejna klauzula została również dodana do kontraktu, w którym prawnik MJF, Mark Sterling, musiał zmierzyć się z Moxleyem w walce w następnym tygodniu, w przeciwnym razie MJF nie dostanie swojej walki o tytuł na All Out. W następnym tygodniu, chociaż przegrał z Moxleyem, Sterling zmierzył się z Moxleyem, aby MJF miał swoją walkę o tytuł.
W drugiej nocy Fyter Fest, 8 lipca, Chris Jericho pokonał Orange’a Cassidy’ego. Cassidy następnie chciał rewanżu z Jericho, który ostatecznie zaakceptował po wielokrotnych atakach Cassidy’ego, w tym poplamieniu swojej białej kurtki sokiem pomarańczowym. Po debacie między nimi, którą poprowadził Eric Bischoff, obaj mieli rewanż 12 sierpnia w odcinku Dynamite, który wygrał Cassidy. W następnym tygodniu Jericho powiedział, że skoro remisują, muszą zmierzyć się jeszcze jeden raz i wyzwał Cassidy’ego na Mimosa Mayhem match na All Out, który można było wygrać przez przypięcie, poddanie lub wrzucenie przeciwnika do kadźi Mimosy. Po tym, jak Cassidy przyjął wyzwanie, został zaatakowany przez Jericho i The Inner Circle.
22 sierpnia na odcinku Dynamite, NWA World Women’s Champion, Thunder Rosa, pojawiła się po raz pierwszy w AEW i wyzwała Hikaru Shidę na walkę o AEW Women’s World Championship na All Out, mówiąc, że chce przynieść trochę szacunku dywizji kobiet AEW. 27 sierpnia potwierdzono, że Shida będzie broniła tytułu przeciwko Rosie na All Out.
22 sierpnia na odcinku Dynamite, ogłoszono, że cztery drużyny wezmą udział w Tag Team Gauntlet Matchu w następnym odcinku, aby określić, kto zmierzy się z AEW World Tag Team Champions, "Hangman" Adamem Pagem i Kennym Omegą, w walce o tytuł na All Out. 27 sierpnia, pierwszy w rankingu FTR (Cash Wheeler i Dax Harwood) wygrał Gauntlet match, eliminując jako ostatnich, drugich w rankingu Best Friends (Chuck Taylor i Trent), aby zdobyć walkę tytuł w All Out. #4 w rankingu The Natural Nightmares (Dustin Rhodes i QT Marshall) i #3 w rankingu The Young Bucks (Matt Jackson i Nick Jackson) również wzięli udział w Gauntlet matchu. Podczas walki Adam Page zdradził The Young Bucks, powstrzymując Nicka Jacksona przed przerwaniem przypięcia na Mattcie Jacksonowi. Z kolei Young Bucks, usunęli go z The Elite, którego Tag partner Page’a, Kenny Omega, nadal jest członkiem.
27 sierpnia na odcinku Dynamite, ogłoszono, że Casino Battle Royale odbędzie się na All Out, a zwycięzca otrzyma przyszłą walkę o AEW World Championship. Podczas tego samego odcinka, Darby Allin, Lance Archer, Brian Cage, Ricky Starks, Penta El Zero M, Ray Fénix, The Butcher, The Blade oraz Eddie Kingston zostali ogłoszeni pierwszymi dziewięcioma uczestnikami. 2 września na odcinku Dynamite, Austin Gunn, Billy, Jake Hager, Santana and Ortiz, Shawn Spears oraz Best Friends (Chuck Taylor i Trent) również zostali ogłoszeni w Battle Royalu. Pozostała czwórka uczestników została ujawniona na gali.

## Wyniki walk
| Nr                                                                   | Wyniki | Stypulacje                                                                    | Czas  |
| -------------------------------------------------------------------- | --- | ----------------------------------------------------------------------------- | ----- |
| 1P                                                                   | Joey Janela (z Sonnym Kissem) pokonał Serpentico (z Lutherem) | Singles match                                                                 | 7:35  |
| 2P                                                                   | Private Party (Isiah Kassidy i Marq Quen) pokonalo The Dark Order (Alexa Reynoldsa i Johna Silvera) | Tag team match                                                                | 10:25 |
| 3                                                                    | Big Swole pokonała Dr. Britt Baker, D.M.D. (z Rebel) poprzez nokaut | Tooth and Nail match                                                          | 10:00 |
| 4                                                                    | The Young Bucks (Matt Jackson i Nick Jackson) pokonali Jurassic Express (Jungle Boya i Luchasaurusa) (z Marko Stuntem)                                                                                 | Tag team match                                                                | 14:50 |
| 5                                                                    | Lance Archer wygrał eliminując jako ostatniego Eddiego Kingstona | 21-osobowy Casino Battle Royale o przyszłą walkę o AEW World Championship     | 22:15 |
| 6                                                                    | Matt Hardy pokonał Sammy’ego Guevarę | Broken Rules match Jeśli Hardy przegra, odejdzie z AEW.                       | 9:00  |
| 7                                                                    | Hikaru Shida (c) pokonała Thunder Rosę | Singles match o AEW Women’s World Championship                                | 17:00 |
| 8                                                                    | Matt Cardona, Scorpio Sky i The Natural Nightmares (Dustin Rhodes i QT Marshall) (z Allie i Brandi Rhodes) pokonali The Dark Order (Brodiego Lee, Colta Cabanaę, Evil Uno i Stu Graysona) (z Anną Jay) | Eight-man tag team match                                                      | 15:10 |
| 9                                                                    | FTR (Cash Wheeler i Dax Harwood) (z Tullym Blanchardem) pokonali Kenny’ego Omegę i Adama Page’a (c) | Tag team match o AEW World Tag Team Championship                              | 29:40 |
| 10                                                                   | Orange Cassidy pokonał Chrisa Jericho przez wrzucenie go do kadźi z mimosą | Mimosa Mayhem match                                                           | 15:15 |
| 11                                                                   | Jon Moxley (c) pokonał MJF-a (z Wardlowem) | Singles match o AEW World Championship Moxley nie może używać Paradigm Shift. | 23:40 |
| (c) – mistrz/mistrzyni przed walkąP – walka miała miejsce w pre-show | |                                                                               |       |

### Casino Battle Royale
| Kolor  | Wrestler            | Nr. eliminacji | Wyeliminowany przez | Eliminacje |
| ------ | ------------------- | -------------- | ------------------- | ---------- |
| Trefle | Trent               | 9              | Lance’a Archera     | 1          |
| Trefle | Christopher Daniels | 2              | Jake’a Hagera       | 0          |
| Trefle | Jake Hager          | 6              | Sonny’ego Kissa     | 1          |
| Trefle | The Blade           | 1              | Willa Hobbsa        | 0          |
| Trefle | Rey Fenix           | 4              | Darby’ego Allina    | 0          |
| Karo   | Frankie Kazarian    | 12             | The Butchera        | 1          |
| Karo   | Will Hobbs          | 16             | Lance’a Archera     | 1          |
| Karo   | Chuck Taylor        | 5              | Santanę i Ortiza    | 0          |
| Karo   | Santana             | 8              | Trenta              | 1          |
| Karo   | Ortiz               | 10             | Lance’a Archera     | 1          |
| Kiery  | Billy               | 3              | Briana Cage’a       | 0          |
| Kiery  | Penta El Zero M     | 11             | Frankiego Kazariana | 0          |
| Kiery  | Ricky Starks        | 13             | Darby’ego Allina    | 0          |
| Kiery  | Brian Cage          | 17             | Lance’a Archera     | 3          |
| Kiery  | Darby Allin         | 14             | Briana Cage’a       | 2          |
| Piki   | Shawn Spears        | 15             | Matta Sydala        | 0          |
| Piki   | Eddie Kingston      | 20             | Lance’a Archera     | 1          |
| Piki   | The Butcher         | 18             | Matta Sydala        | 1          |
| Piki   | Sonny Kiss          | 7              | Briana Cage’a       | 1          |
| Piki   | Lance Archer        | —              | Zwycięzca           | 5          |
| Joker  | Matt Sydal          | 19             | Eddiego Kingstona   | 2          |